# Ed, Edd i Eddy: Wielkie kino
Ed, Edd i Eddy: Wielkie kino (ang. Ed, Edd and Eddy’s The Big Picture Show) – amerykański film animowany na podstawie serialu Ed, Edd i Eddy. Stanowi on finał serii. 
W Polsce premiera filmu odbyła się 30 grudnia 2009 o godz. 9:05 w ramach Świątecznego Kina Cartoon Network.

## Opis fabuły
Główni bohaterowie wplątują się w wielkie tarapaty. Ich ostatni przekręt wymyka się spod kontroli. Większość zaułka zostaje zdemolowana, a jego mieszkańcy ranni. Edowie nie zdobyli żadnych pieniędzy tym przekrętem, lecz niestety wszyscy byli wściekli na dowcipnisiów i chcą pobić ich za to, co narobili. Edowie opuszczają swoje domy i uciekają z zaułka nie biorąc nic przez przypadek. Eddy wpada na pomysł ucieczki do swojego starszego brata. Po drodze okazuje się jednak, że nie wie gdzie on jest. Edki rozpoczynają tułaczkę. W ślad za nimi podążają Kevin i Nazz, Rolf ze świnią Wilfredem i Johnny z Deską. Jimmy i Sara zostają zaatakowane przez Ohydki. Lilka wkłada ośliniony palec do ucha Sary i zaczyna w nim grzebać, a po chwili Jimmy wyjawia Ohydkom powód ucieczki Edków, przez co Lilka wyciąga palec z ucha Sary. Te postanawiają uratować „swoich chłopaków”.
W finale filmu Edki i mieszkańcy zaułka docierają do domu brata Eddy’ego (w wesołym miasteczku). Eddy próbuje przekonać brata, by ich „zamelinował”. Okazuje się jednak, że wszystko, co Eddy do tej pory mówił o swoim bracie, to kłamstwa, a sam brat znęca się nad Eddym. W finale brat zostaje pobity, a Eddy przyznaje się do swoich błędów. Zaułek docenia jego przemianę i wszyscy (poza Johnnym i Deską, którzy przybywają na samym końcu) postanawiają wybaczyć Edkom i zostać ich przyjaciółmi.
Ostatnie słowa, jakie padły w filmie:
- Eddy: Udało się, Skarpeta! Wszyscy nas kochają, kupili nas, Chudy!
- Edd: Zajęło nam to tylko 130 odcinków i film, Eddy!.
- Ed: No to zaśpiewajmy!

## Premiery na świecie
| Państwo / Region          | Premiera         |
| ------------------------- | ---------------- |
| Skandynawia               | 31 maja 2009     |
| Australia                 | 5 czerwca 2009   |
| Azja Południowo-Wschodnia | 13 czerwca 2009  |
| Włochy                    | 16 lipca 2009    |
| Ameryka Łacińska          | 27 września 2009 |
| Ameryka Północna          | 8 listopada 2009 |
| Polska                    | 30 grudnia 2009  |

## Wersja polska
Opracowanie i udźwiękowienie wersji polskiej: Studio Sonica

Reżyseria: Jerzy Dominik

Dialogi polskie: Joanna Kuryłko

Dźwięk i montaż: Agnieszka Stankowska

Organizacja produkcji: Dorota Furtak

Wystąpili:
- Jarosław Boberek – Ed
- Jarosław Domin – Edd
- Janusz Wituch – Eddy
- Witold Wysota – Kevin
- Tomasz Bednarek – Rolf
- Grzegorz Hardej – Johnny
- Anna Sztejner – Jimmy
- Elżbieta Futera-Jędrzejewska – Sara
- Karina Szafrańska – Nazz
- Mirosława Niemczyk – Mańka
- Anna Apostolakis-Gluzińska – Majka
- Anna Ułas – Lilka
- Jerzy Dominik – Brat Eddy’ego

Lektor: Jarosław Boberek